# Cercophora mirabilis
Cercophora mirabilis är en svampart som beskrevs av Fuckel 1870. Cercophora mirabilis ingår i släktet Cercophora och familjen Lasiosphaeriaceae.  Arten är reproducerande i Sverige. Inga underarter finns listade i Catalogue of Life.